# Nancy Mee
Nancy Mee (1951) é uma escultora e artista de vidro americana.
Sua obra pode ser encontrada nas coleções do Seattle Art Museum, do Tacoma Art Museum e do Portland Art Museum.